# Loïc Deman
Loïc Deman (ur. 19 października 1977 roku w Brukseli) – belgijski kierowca wyścigowy.

## Kariera
Deman rozpoczął karierę w międzynarodowych wyścigach samochodowych w 2004 roku od startów w Formule Palmer Audi, FIA GT Championship oraz w Europejskiej Formule 3000. W Formule Palmer Audi z dorobkiem 101 punktów uplasował się na dziesiątej pozycji w klasyfikacji generalnej. W FIA GT Championship był 46. W późniejszych latach Belg pojawiał się także w stawce Le Mans Endurance Series, Le Mans Series, V de V Challenge Endurance Moderne, V de V Endurance, V de V Historic Endurance Challenge, Single-seater V de V Challenge, Euro Racecar NASCAR Touring Series oraz Belgian Racing Car Championship.